# Jean-Paul Behr
Pour les articles homonymes, voir Behr.
Jean-Paul Behr, né le 29 juin 1947, est un chimiste français, élu membre de l'Académie des sciences (depuis décembre 2008).
Directeur de recherches au CNRS, il est connu pour ses travaux dans le domaine de la vectorisation des acides nucléiques.

## Formation et carrière
1969 Ingénieur ENS Chimie de Strasbourg
1973 Docteur ès sciences
1974- Chargé de recherche, puis directeur de recherche au CNRS
1989- Directeur du laboratoire de Chimie génétique à l’université de Strasbourg

## Activités scientifiques
Jean-Paul Behr a effectué l'essentiel de sa carrière à l'Université de Strasbourg. Après un doctorat de chimie organique physique sous la direction de Jean-Marie Lehn (1973) suivi d'un stage postdoctoral en Angleterre, il a fondé le laboratoire de Chimie génétique à la Faculté de pharmacie de Strasbourg. Ses recherches s'y sont essentiellement focalisées sur le développement de molécules capables d'encapsuler l'ADN et de le convoyer à l'intérieur des cellules vivantes. Jean-Paul Behr a développé les premiers vecteurs efficaces de nature lipidique,, puis polymérique, qui ont été commercialisés sous les noms de TransfectamTM, LipofectamineTM et jetPEITM. Ces vecteurs sont largement utilisés comme agents de transfection de cellules animales en culture, mais également comme transporteurs de gènes-médicament dans des essais cliniques de thérapie génique. A cet effet, il a fondé deux sociétés de biotechnologie, Eurothéra (1994-97) et Polyplus-transfection (2001).

## Prix et distinctions
- Prix Recherche & Partage "Thérapie génique" (1992)
- Médaille d'argent du CNRS (1998)[7]
- Prix Paul Ehrlich, Société de Chimie Thérapeutique (2000)[8]
- Grand Prix fondé par l’État de l'Académie des sciences (2000)
- Biotech Award de la Fédération Internationale de Pharmacie (2003)